# OBPキャッスルタワー
OBPキャッスルタワーは、大阪ビジネスパーク（OBP）の一角にある超高層インテリジェントビル。

## 概要
OBP内の住友生命保険ブロックに、住友生命電算センター、住友生命OBPプラザビル（住友生命いずみホール）、ホテルニューオータニ大阪ともに開発・整備された超高層インテリジェントビルで、住友生命と近畿銀行の共同事業として誕生した。住友生命所有の大部分にはNECグループが、近畿銀行所有部分には同行本店がそれぞれ入居・オープンしている。
東低層棟の近畿銀行本店営業室は、これまでのカウンターを前面に張り出す型式を改め、高度な情報提供を手厚いもてなしと快適な空間で受けられるように、ラウンジ型式の特徴ある先進的なバンキングホールとして、その空間の開放的な雰囲気を内と外に直截に表現するデザインでまとめられた。近畿大阪銀行の発足後も本店営業部が置かれたが、2016年（平成28年）5月に本店は南本町に移転。また、登記上の本店をかねる本社機能もそれに先立って、前年12月、りそな銀行大阪営業部が所在するビル内に移転しており、以降は大阪地区におけるりそなグループのBPO部門などを集約し、東低層棟はりそなグループOBPオフィスビルとなった。
住友生命ゾーンに全テナントとして入居したNECグループは、ここに西日本を対象とした業務拠点を構えた。このため、ビルはキャッスルタワーではなく、日本電気関西ビルやNEC関西ビルと呼ばれるのが一般的である。オープン時、NECは中核施設として、西低層棟に大規模なアトリウムをイベントホールとして配置し、「NEC・C&C総合センター関西」を開設した。のちにNEC・C&C総合センター関西は、NECの各拠点にあるショールームのサントピアに格下げになり、最終的には撤退した。現在は住友生命が入居している。

## 施設
高層棟の1Fにはセキュリティゲートが設けられており、一般者は2階以上に立ち入ることができない。
高層棟、低層棟共に将来のLAN（地域内情報通信網）構築など様々な情報ニーズに対応できるように、自由に光ファイバーやケーブルを張りめぐらすことができる設備、構造になっている。1階のエントランス部分は4階までの吹き抜け構造となっており両脇にあるエスカレーターで各階につながる構造となっている。
このビルとホテルニューオータニ大阪との間には、住友生命いずみホールへ聴衆を落ち着いた雰囲気でいざなうことと併せて、ケヤキが100本以上植えられている緑のプロムナードを設けている。また街区内の建物とはペデストリアンデッキでもつながり、イベントができる屋外広場も備えられた。

## 主な入居テナント
ほとんどの入居企業は大阪支社や関西支社、営業拠点などである。かつてはNECシステムテクノロジー（関西日本電気ソフトウェアが源流）が本社を構えていたが、NECソリューションイノベータに統合された。
- 日本電気
- 日本電気通信システム
- NECキャピタルソリューション
- NECソリューションイノベータ
- NECネクサソリューションズ
- NECネッツエスアイ
- NECビジネスインテリジェンス
- NECファシリティーズ
- NECプラットフォームズ（関西OBP事業所）[3]
- 日通NECロジスティクス

ほか

## 交通アクセス
- Osaka Metro長堀鶴見緑地線 大阪ビジネスパーク駅 徒歩5分
  - 京橋駅 (大阪府)からも徒歩圏にある。